# 63 av. J.-C.
Cette page concerne l'année 63 av. J.-C. du calendrier julien proleptique.

## Événements
- Début du règne en Inde de Bhumimitra, roi Kanva du Magadha (fin en 49 av. J.-C.)[1].

### Proche-Orient
- Printemps : 
  - Mort de Mithridate VI[2]. Retiré en Crimée dans son royaume du Bosphore, Mithridate songe à prendre l’offensive contre Rome par la vallée du Danube. Mais ses sujets se révoltent. Son fils Pharnace se prononce contre lui. Abandonné de tous, Mithridate tente de s’empoisonner, mais il avait pris la précaution de se faire immuniser contre les poisons. Il se fait donner la mort par un de ses soldats galates[3]. Pharnace II, fils de Mithridate, ayant poussé ce dernier au suicide, reçoit des Romains en récompense le royaume du Bosphore (fin de règne en 47 av. J.-C.).
  - Pompée arrive à Damas pour achever la réorganisation de la province de Syrie. Il reçoit des envoyés d’Hyrcan II et d’Aristobule II, alors en guerre pour le trône de Judée, ainsi qu’une délégation de Pharisiens. Pompée prend le parti d’Hyrcan II et du gouverneur de Judée Antipater[4]. Formation de la Décapole (fin en 106), confédération de dix cités-Etats en Jordanie dont Philadelphie (Amman) et Gérasa (Jérash)[5].

- Été : début du siège de Jéricho. Pompée apprend la mort de Mithridate[6].
- Automne : Aristobule II, vaincu par Pompée dans Jérusalem, est emprisonné à Rome[6]. L’oncle d’Aristobule, Absalon, résiste pendant trois mois sur le mont du Temple puis est vaincu. Pompée épargne le Temple de Jérusalem et ses trésors, après avoir néanmoins pénétré dans le Saint des saints sans l'autorisation du grand-prêtre d'Israël. Hyrcan II, confirmé ethnarque et grand prêtre, perd le titre de roi (fin en 40 av. J.-C.). La Judée devient un protectorat romain et doit payer un tribut[7]. La Décapole, la Samarie et les villes de la côte sont rattachées à la province romaine de Syrie sous la responsabilité de Scaurus[8].

- Début du règne d'Ariobarzane II Philopator, roi de Cappadoce (fin en 52 av. J.-C.)[9].

### Europe
- 2 novembre 64 av. J.-C. (1er janvier 691 du calendrier romain) : début à Rome du consulat de Marcus Tullius Cicero (Cicéron) et Caius Antonius Hybrida[10].
  - Jules César est élu pontifex maximus[11].
  - Loi Tullia contre la vénalité du corps électoral (loi sur la brigue)[12].
  - Crise financière à Rome[13]. Les banques romaines exigent le règlement immédiat de toutes les dettes en suspens. La spéculation pousse à l’extrême la crise du logement à Rome.
- Janvier : Cicéron s’oppose par trois discours à la proposition de loi agraire du tribun Servilius Rullus qui prévoyait le lotissement de l’ager campanus et l’envoi de 5 000 colons[14].

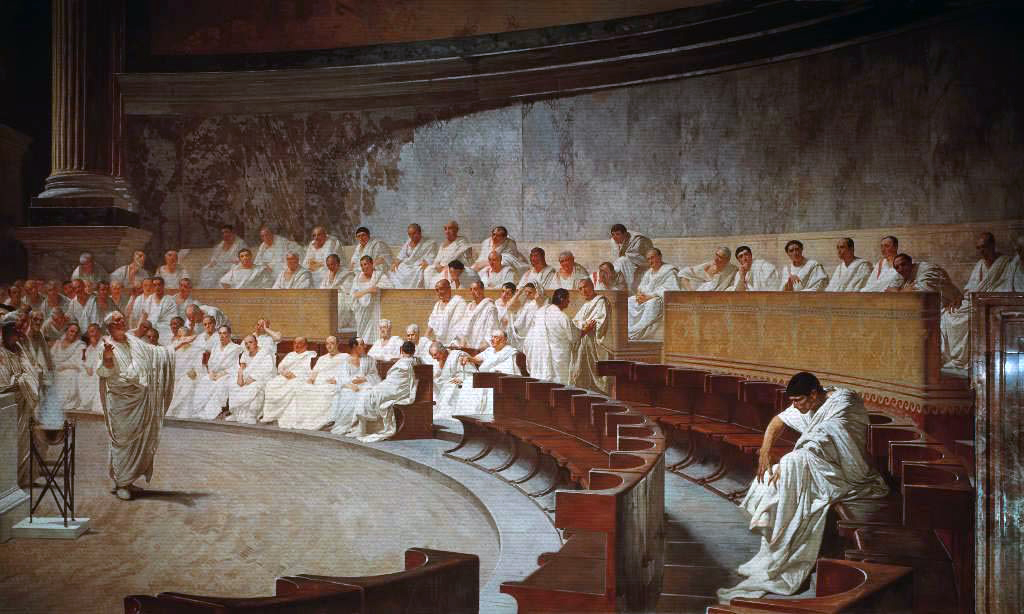
Cicéron dénonce Catilina, par Cesare Maccari.

- Septembre : Catilina brigue le consulat pour 62 av. J.-C. mais les candidats de la faction conservatrice, D. Junius Silanus et L. Murena sont élus. Catilina se résout à la guerre civile[15]. Il envoie C. Manlius à Faesules en Étrurie, Septimus de Camerinum dans le Picenum, C. Julius en Apulie et d’autres encore pour soulever le peuple[16]. À Rome, il s’efforce de semer le trouble. La conjuration de Catilina est soutenue par le peuple atteint par une crise de ravitaillement et les nobles ruinés par la vente forcée de leurs terres. Catilina promet l’abolition des dettes, la proscription des riches et des magistratures. Il prétend avoir le soutien de Pison en Hispanie citérieure, de P. Sittius de Nucérie en Maurétanie et du consul Antonius[17].
- 23 septembre : Cicéron fait part au Sénat romain de la possibilité d’une conjuration[18].
- 21 octobre : le Sénat vote le sénatus-consulte ultime (loi martiale)[19].
- 27 octobre : C. Manlius déclenche l’insurrection en Étrurie ; le Sénat l’apprend vers le 2 novembre et prend des mesures militaires[19].
- 6 novembre : Catilina réunit les chefs de la conspiration qui décident l’assassinat de Cicéron dès le lendemain. Mais la conjuration est déjouée par Cicéron, prévenu du piège qu’on lui tendait[19].
- 8 novembre :première catilinaire[19]. Démasqué par Cicéron en plein Sénat, Catilina quitte Rome pour rejoindre l’armée de Manlius, alors que ses partisans (Statilius, Gabinius, Cethegus) ont pour mission de soulever et d’incendier la ville.
- 9 novembre : deuxième catilinaire[19].
- 17 novembre : le Sénat apprend que Catilina a rejoint Manlius et les deux hommes sont déclarés ennemis publics[19].
- Fin novembre : Pro Murena de Cicéron pour défendre le propréteur de Gaule, élu consul en 62 av. J.-C. et accusé de fraude électorale[14].
- Nuit du 2 au 3 décembre : arrestation des Allobroges et de Volturcius, porteur de lettres pour Catilina, au pont Milvius[19].
- 3 décembre : les conjurés restés à Rome, qui tardaient à agir, sont arrêtés. Troisième catilinaire sur la trahison de Lentulus et de trois autres conspirateurs[19].
- 5 décembre : le Sénat vote la condamnation à mort des conjurés restés à Rome[19], malgré l’appel à la clémence de César, et Cicéron les fait exécuter immédiatement. Catilina reste en exil à Pistoie. .

## Naissances en 63 av. J.-C.
- 23 septembre : Caius Julius Caesar Octavianus dit Auguste, empereur romain.
- Marcus Vipsanius Agrippa, général et homme politique romain.

## Décès
- Printemps : Mithridate VI, roi du Pont.
- 5 décembre : Caius Cornelius Cethegus et Publius Cornelius Lentulus Sura, exécutés.